# 삼일읍
삼일읍은 1980년 12월 1일, 삼일면으로부터 승격 당시부터 1986년 1월 1일 여천시 설치 전까지 있었던 전라남도 여천군의 읍이었다. 여천시 설치와 동시에 여천시에 편입되고, 3개의 행정동(묘도동, 상암동, 삼일동)으로 나눠졌다. (상암동은 다시 삼일동에 병합되었다.)